# Bronislav Kaminski
Bronislav Vladislavovitsj Kaminski (Russisch: Бронисла́в Владисла́вович Ками́нский) (Vitebsk, 16 juni 1899 – Litzmannstadt, 28 augustus 1944) was de bevelhebber van de SS Sturmbrigade RONA (ook bekend als de Kaminskibrigade) tijdens de Tweede Wereldoorlog.

## Biografie
Kaminski werd geboren in Vitebsk in het keizerrijk Rusland uit een Poolse vader en een Duitse moeder. Hij studeerde aan de Polytechnische Universiteit in Sint-Petersburg. Tijdens de Russische Burgeroorlog  vocht hij met het Rode Leger. Na zijn demobilisatie keerde hij terug naar de Polytechnische Universiteit om na zijn afstuderen te gaan werken in een chemische fabriek. Tijdens de Grote Zuivering behoorde hij tot de contrarevolutionaire groepering en werd hiervoor in 1937 gearresteerd. Hij bracht zijn gevangenschap door bij een distilleerderij in de Bryansk-regio. Hij werd in 1941 vrijgelaten en vertrok naar het gebied rond Lokot. 
Tijdens de Operatie Barbarossa, de Duitse invasie van de Sovjet-Unie, werd het gebied rondom Lokot op 6 oktober 1941 veroverd door Duitse troepen. In november 1941 benaderden Kaminski en Konstantin Voskoboinik het Duitse militair bestuur met het verzoek de Duitsers te ondersteunen bij de opzetting van een burgerlijk bestuur en lokale politie. Kaminski stelde een soort van privémilitie samen van 200 man, die de partizanen bestreden door dezelfde terroristische methodes te gebruiken. De militie groeide snel en in januari 1942 bestond zij uit 400-500 man. In samenwerking met de Duitse troepen begon de militie anti-partizanenoperaties. In het voorjaar van 1942 was het aantal gestegen tot 1.400 gewapend personeel, en in de zomer, tot een sterkte van meer dan 9.000 goed bewapende en gedisciplineerde soldaten. Voskoboinik werd door de Duitsers benoemd tot Starost van het gebied Lokot en hoofd van de door de Duitsers gevormde militiebrigade. Kaminski werd de assistent van Voskoboinik. Op 8 januari 1942 raakte Voskoboinik door een aanval van partizanen levensgevaarlijk gewond. Na de dood van Voskoboinik nam Kaminski het bevel over de brigade over. De brigade werd verder ingezet voor operaties tegen de partizanen. 
In juli 1943 beval Kaminski, vanwege de opmars van de Sovjets, de evacuatie van eigendommen en families van de RONA-brigade en autoriteiten uit het Lokot-gebied. Vanwege desertie kromp het aantal manschappen van de brigade.  
Op 27 januari 1944 werd Kaminski door Heinrich Himmler onderscheiden met de IJzeren Kruis 2e klasse en dezelfde dag nog met de IJzeren Kruis 1e klasse. Op 15 februari 1944 beval Kaminski de evacuatie van de brigade en het bestuur van Lokot nog verder naar het westen. In maart 1944 werd de brigade hernoemd in Volksheer-Brigade Kaminski. Vanaf 11 april 1944 werd de brigade toegevoegd aan de SS-Kampfgruppe von Guttberg.  In juni 1944 werd de brigade overgeheveld naar de Waffen-SS en hernoemd in Waffen-Sturm-Brigade RONA, maar zij droeg nooit de runen van de SS. Kaminski kreeg de rang van Waffen-Brigadeführer der SS. Op 1 augustus 1944 bevorderde Himmler hem tot Waffen-Brigadeführer der SS en Generalmajor der Waffen-SS. 
Toen de Opstand van Warschau op 1 augustus 1944 uitbrak werd de Kaminsk-Brigade ook ingezet. De brigade vocht tussen 3 en 27 augustus in de wijken Ochota en Wola en was daarna tot 4 september betrokken bij gevechten in de omgeving van Warschau. De manschappen van Kaminski waren verantwoordelijk voor massale plunderingen, verkrachtingen en executies op burgers van Warschau. Het wangedrag van de Kaminski-groep werd door Himmler aangegrepen om Kaminski voor de krijgsraad in Łódź (toen Litzmannstadt) te slepen. Hij werd beschuldigd van diefstal van eigendommen van het Reich en de geplunderde eigendommen voor zichzelf te houden. Op 28 augustus 1944 werd Kaminski door een Duitse krijgsraad ter dood veroordeeld en geëxecuteerd. Naast Kaminski werd ook stafchef van de brigade, Waffen-Obersturmbannführer Ilya Shavykin geëxecuteerd.
De mannen van RONA kregen een valse verklaring: dat Kaminski door Poolse partizanen vermoord was. De mannen van Kaminski geloofden deze verklaring niet. De Gestapo nam Kaminski’s auto en duwde deze in een greppel, doorzeefde de wagen met een machinegeweer, smeerden de banken in met ganzenbloed en lieten dit als bewijs zien. De gedemoraliseerde eenheid werd daarna naar het noorden getransporteerd. 
Na de dood van Kaminski werd de eenheid onder bevel van SS-Brigadeführer en Generalmajor der Polizei Christoph Diehm geplaatst.

## Onderscheidingen
- IJzeren Kruis 1939, 1e Klasse en 2e Klasse (beide op 27 januari 1944[1])
- Gewondeninsigne 1939 in zwart op 27 januari 1944[1]
- Tapferkeits- und Verdienstauszeichnung für Angehörige der Ostvölker (Duitsland) in goud in 1944[1]
- Tapferkeits- und Verdienstauszeichnung für Angehörige der Ostvölker (Duitsland) in zilver in januari 1944[1]
- Medaille Winterschlacht im Osten 1941/42
- Bandenkampfabzeichen op 31 juli 1944[1]